# Madone des animaux
La Madone des animaux dit aussi Madone avec une multitude d'animaux [Maria mit den vielen Tieren] est un dessin d'Albrecht Dürer réalisé à la plume vers 1503. Certaines  parties du dessin sont aquarellées.